# Los vaqueros
A Los vaqueros ('A cowboyok') a Puerto Ricó-i reggaetónduó, Wisin & Yandel és a WY Records első közös albuma, mely a 2. helyen debütált a Billboard Top Latin Albums listáján.

## Az album
Az albumon előadóként szerepel Wisin & Yandel, Gadiel, Franco "El Gorila", El Tío és Tony Dize; közreműködőként pedig Don Omar és Héctor "El Father". Ez az album a Wisin & Yandel által alapított WY Records kiadó alatt elsőként kiadott lemez. Nem sokkal az album kiadása után megjelent a Collector's edition verzió. Ez a kiadás tartalmazza az eredeti albumot négy extra számmal és egy bónusz DVD-vel kibővítve.

## Számlista
| #   | Cím                       | Előadó(k)                                             | Hossz |
| --- | ------------------------- | ----------------------------------------------------- | ----- |
| 1.  | Intro                     | Wisin                                                 | 0:43  |
| 2.  | Pegao                     | Wisin & Yandel                                        | 3:52  |
| 3.  | Envuélvete                | Tony Dize                                             | 3:14  |
| 4.  | Eléctrica                 | Wisin & Yandel featuring: Gadiel                      | 3:28  |
| 5.  | Dame un kiss              | Franco "El Gorila"                                    | 3:05  |
| 6.  | Nadie como tú             | Wisin & Yandel featuring: Don Omar                    | 3:42  |
| 7.  | Mujerón                   | El Tío                                                | 2:44  |
| 8.  | Quizás                    | Tony Dize                                             | 3:06  |
| 9.  | Soy de la calle           | Wisin & Yandel featuring: Franco "El Gorila"          | 4:24  |
| 10. | La noche está pa' jangueo | Tony Dize featuring: Franco "El Gorila"               | 3:07  |
| 11. | Yo te quiero              | Wisin & Yandel                                        | 3:27  |
| 12. | Chu chin                  | El Tío                                                | 3:35  |
| 13. | Dale más                  | Tony Dize                                             | 2:59  |
| 14. | Un viaje                  | Gadiel & Yandel                                       | 2:49  |
| 15. | Tiembla                   | Franco "El Gorila"                                    | 3:00  |
| 16. | Fue w.                    | Wisin                                                 | 3:27  |
| 17. | Round 3                   | Franco "El Gorila"                                    | 4:36  |
| 18. | Quiero hacerte el amor    | Wisin & Yandel featuring: El Tío & Franco "El Gorila" | 4:07  |
| 19. | Calienta y pega           | El Tío                                                | 2:41  |
| 20. | Échale leña al fuego      | Tony Dize featuring: Yandel                           | 2:55  |
| 21. | Sal del callejón          | Franco "El Gorila"                                    | 4:11  |
| 22. | El teléfono               | Wisin & Yandel featuring: Héctor "El Father"          | 3:57  |

### DVD (Collector's edition)
| #  | Cím                   |
| -- | --------------------- |
| 1. | Pegao                 |
| 2. | El teléfono           |
| 3. | Making of photo shoot |
| 4. | Interviews            |
| 5. | Wallpapers            |